# Liffe 2010
21. ljubljanski mednarodni filmski festival je potekal od 10. do 21. novembra 2010 v Ljubljani (Linhartova in Kosovelova dvorana Cankarjevega doma, Kinodvor, Kinoklub Vič, Slovenska kinoteka in prvič Kino Šiška) in Mariboru (Kolosej Maribor).

## Nagrade
| Nagrada                          | Film                                             | Režiser              |
| -------------------------------- | ------------------------------------------------ | -------------------- |
| vodomec                          | Kynodontas (Podočnik)                            | Giorgos Lanthimos    |
| vodomec – posebna omemba         | Alamar (Na morje!)                               | Pedro González-Rubio |
| vodomec – posebna omemba         | Los viajes del viento (Potovanja vetra)          | Ciro Guerra          |
| zmaj                             | Technotise − Edit i ja (Technotise: Edit in jaz) | Aleksa Gajić         |
| nagrada za najboljši kratki film | A Bike Ride (Vožnja s kolesom)                   | Bernard Attal        |
| FIPRESCI                         | The Unloved (Neljubljena)                        | Samantha Morton      |

Vodomec je nagrada režiserju najboljšega filma iz sklopa Perspektive po izboru mednarodne tričlanske žirije (Goran Vojnović, Charlie Cockey, Frank L. Stavik). Zmaj je nagrada občinstva najbolje ocenjenemu celovečernemu filmu, ki še nima zagotovljene distribucije v Sloveniji (prejel ga je srbski film Technotise − Edit i ja s povprečno oceno 4,73). Nagrado za najboljši kratki film je podelila žirija v sestavi Silva Čušin, Karpo Godina in Chris Fujiwara. Nagrado FIPRESCI podarja mednarodna žirija svetovnega združenja filmskih kritikov in novinarjev (Melis Behlil, Michel Euvrard, Matic Majcen). ITAK filmfest je v središče pozornosti postavil filme, posnete z mobilnim telefonom.

## Filmi

### Perspektive
| #   | Film                                              | Slovenski prevod  | Režiser              | Država                           | Leto | Dolžina | Jezik     |
| --- | ------------------------------------------------- | ----------------- | -------------------- | -------------------------------- | ---- | ------- | --------- |
| 1.  | Au voleur (A Real Life)                           | Ljubimca na begu  | Sarah Leonor         | Francija                         | 2009 | 96'     | fr./nem.  |
| 2.  | Alamar (To the Sea)                               | Na morje!         | Pedro González-Rubio | Mehika                           | 2009 | 73'     | špan.     |
| 3.  | Winter's Bone                                     | Na sledi očetu    | Debra Granik         | ZDA                              | 2010 | 100'    | angl.     |
| 4.  | The Unloved                                       | Neljubljena       | Samantha Morton      | Velika Britanija                 | 2009 | 106'    | angl.     |
| 5.  | Oča (Dad)                                         | —                 | Vlado Škafar         | Slovenija                        | 2010 | 70'     | slov.     |
| 6.  | Paraiso (Paradise)                                | Paradiž           | Héctor Gálvez        | Peru, Španija, Nemčija           | 2009 | 91'     | špan.     |
| 7.  | Kynodontas (Dogtooth)                             | Podočnik          | Yorgos Lanthimos     | Grčija                           | 2009 | 96'     | gr.       |
| 8.  | Los viajes del viento (The Wind Journeys)         | Potovanja vetra   | Ciro Guerra          | Kolumbija, Nizozemska, Argentina | 2009 | 117'    | špan.     |
| 9.  | Norteado (Northless)                              | Proti severu      | Rigoberto Perezcano  | Mehika, Španija                  | 2009 | 94'     | špan.     |
| 10. | Chaque jour est une fete (Every Day Is a Holiday) | Vsak dan je fešta | Dima El-Horr         | Francija, Libanon, Nemčija       | 2009 | 87'     | arab./fr. |

### Predpremiere
| #   | Film                                                                    | Slovenski prevod               | Režiser                               | Država                      | Leto | Dolžina | Jezik                |
| --- | ----------------------------------------------------------------------- | ------------------------------ | ------------------------------------- | --------------------------- | ---- | ------- | -------------------- |
| 1.  | Ajami                                                                   | Adžami                         | Scandar Copti, Yaron Shani            | Izrael, Nemčija             | 2009 | 120'    | arab./heb.           |
| 2.  | Biutiful                                                                | Ču do vi to                    | Alejandro González Iñárritu           | Španija, Mehika             | 2009 | 138'    | špan.                |
| 3.  | Draquila − L'Italia che trema (Draquila − Italy Trembles)               | Draquila                       | Sabina Guzzanti                       | Italija                     | 2010 | 90'     | it.                  |
| 4.  | Yo, tambien (Me Too)                                                    | Jaz bi tudi                    | Alvaro Pastor, Antonio Naharro        | Španija                     | 2009 | 103'    | špan.                |
| 5.  | Kak ja provjol etim letom (How I Ended This Summer)                     | Kako sem preživel to poletje   | Aleksej Popogrebski                   | Rusija                      | 2010 | 124'    | rus.                 |
| 6.  | Lebanon                                                                 | Libanon                        | Samuel Maoz                           | Izrael, Francija, Libanon   | 2009 | 93'     | arab./heb./fr./angl. |
| 7.  | Lourdes                                                                 | Lurd                           | Jessica Hausner                       | Avstrija, Francija, Nemčija | 2009 | 96'     | nem./fr./it./angl.   |
| 8.  | Mammuth                                                                 | Mammuth                        | Benoît Delépine, Gustave Kervern      | Francija                    | 2010 | 90'     | fr.                  |
| 9.  | Bal (Honey)                                                             | Med                            | Semih Kaplanoglu                      | Turčija, Nemčija            | 2010 | 103'    | tur.                 |
| 10. | Les amours imaginaires (Heartbeats)                                     | Namišljene ljubezni            | Xavier Dolan                          | Kanada                      | 2010 | 102'    | fr.                  |
| 11. | Ondine                                                                  | —                              | Neil Jordan                           | Irska, ZDA                  | 2009 | 111'    | angl./rom.           |
| 12. | Copie conforme (Certified Copy)                                         | Overjena kopija                | Abbas Kiarostami                      | Francija, Italija, Iran     | 2010 | 106'    | angl./fr./it.        |
| 13. | El secreto de sus ojos (The Secret in Their Eyes)                       | Skrivnost njihovih oči         | Juan José Campanella                  | Argentina, Španija          | 2009 | 127'    | špan.                |
| 14. | Loong Boonmee raleuk chat (Uncle Boonmee Who Can Recall His Past Lives) | Stric Boonmee se spominja      | Apichatpong Weerasethakul             | Tajska, VB, Francija        | 2010 | 113'    | taj.                 |
| 15. | Another Year                                                            | Še eno leto                    | Mike Leigh                            | Velika Britanija            | 2010 | 129'    | angl.                |
| 16. | Somewhere                                                               | Tam nekje                      | Sofia Coppola                         | ZDA                         | 2010 | 98'     | angl./it.            |
| 17. | Tamara Drewe                                                            | —                              | Stephen Frears                        | Velika Britanija            | 2010 | 109'    | angl.                |
| 18. | The More of Us There Are, The Faster We Will Reach Our Goal             | Več nas bo, prej bomo na cilju | Janez Janša, Janez Janša, Janez Janša | Slovenija                   | 2010 | 64'     | slov./angl.          |

### Kralji in kraljice
| #   | Film                                      | Slovenski prevod       | Režiser              | Država                             | Leto | Dolžina | Jezik                |
| --- | ----------------------------------------- | ---------------------- | -------------------- | ---------------------------------- | ---- | ------- | -------------------- |
| 1.  | Aurora                                    | —                      | Cristi Puiu          | Romunija, Francija, Švica, Nemčija | 2010 | 181'    | rom.                 |
| 2.  | Besa                                      | —                      | Srđan Karanović      | Srbija, Slovenija, Francija        | 2009 | 106'    | alb./nem./slov./srb. |
| 3.  | Des hommes et des dieux (Of Gods and Men) | Božji možje            | Xavier Beauvois      | Francija                           | 2010 | 120'    | fr./arab.            |
| 4.  | Chantrapas                                | —                      | Otar Iosseliani      | Francija, Gruzija                  | 2010 | 122'    | fr.                  |
| 5.  | Kyatapira (Caterpillar)                   | Gosenica               | Kodži Vakamacu       | Japonska                           | 2010 | 85'     | jap.                 |
| 6.  | Hadewijch                                 | —                      | Bruno Dumont         | Francija                           | 2009 | 105'    | fr.                  |
| 7.  | HaHaHa                                    | —                      | Song Sang-soo        | Južna Koreja                       | 2010 | 116'    | kor.                 |
| 8.  | Un homme qui crie (A Screaming Man)       | Kričeči mož            | Mahamat-Saleh Haroun | Francija, Belgija, Čad             | 2010 | 92'     | fr./arab.            |
| 9.  | Shi (Poetry)                              | Poezija                | Lee Chang-dong       | Južna Koreja                       | 2010 | 139'    | kor.                 |
| 10. | Carancho                                  | Zavarovalniška prevara | Pablo Traper         | Argentina, Francija, J Koreja      | 2010 | 107'    | špan.                |

### Panorama svetovnega filma
| #   | Film                                                                     | Slovenski prevod                              | Režiser                       | Država                                    | Leto | Dolžina | Jezik      |
| --- | ------------------------------------------------------------------------ | --------------------------------------------- | ----------------------------- | ----------------------------------------- | ---- | ------- | ---------- |
| 1.  | Curling                                                                  | —                                             | Denis Côté                    | Kanada                                    | 2010 | 98'     | fr.        |
| 2.  | The Good Heart                                                           | Dobro srce                                    | Dagur Kari                    | Islandija, Danska, Francija, ZDA, Nemčija | 2009 | 99'     | angl.      |
| 3.  | The Tree                                                                 | Drevo                                         | Julie Bertuccelli             | Francija, Avstralija                      | 2010 | 100'    | angl.      |
| 4.  | Hanyo (Housemaid)                                                        | Gospodinja                                    | Im Sang-soo                   | Južna Koreja                              | 2010 | 110'    | kor.       |
| 5.  | Eid milad Laila (Laila's Birthday)                                       | Lailin rojstni dan                            | Rashid Masharawi              | Palestina, Tunizija, Nizozemska           | 2008 | 71'     | arab.      |
| 6.  | Une vie toute neuve (A Brand New Life)                                   | Novo življenje                                | Ounie Lecomte                 | Francija, J Koreja                        | 2009 | 92'     | kor.       |
| 7.  | Los condenanos (The Condemned)                                           | Obsojeni                                      | Isaki Lacuesta                | Španija                                   | 2009 | 93'     | špan.      |
| 8.  | Le père de mes enfants (Father of My Children)                           | Oče mojih otrok                               | Mia Hansen-Love               | Francija, Nemčija                         | 2009 | 110'    | fr.        |
| 9.  | Kasi az gorbehaye irani khabar nadareh (No One Knows About Persian Cats) | Perzijske rokerske mačke                      | Bahman Ghobadi                | Iran                                      | 2009 | 106'    | perz.      |
| 10. | La pivellina                                                             | Punčka                                        | Tizza Covi, Rainer Frimmel    | Italija, Avstrija                         | 2009 | 100'    | it.        |
| 11. | R                                                                        | —                                             | Tobias Lindholm, Michael Noer | Danska                                    | 2010 | 90'     | dan./arab. |
| 12. | Cold Weather                                                             | Slabo vreme                                   | Aaron Katz                    | ZDA                                       | 2010 | 96'     | angl.      |
| 13. | Stella                                                                   | —                                             | Sylvie Verheyde               | Francija                                  | 2008 | 103'    | fr.        |
| 14. | Stones in Exile                                                          | Stonesi v izgnanstvu                          | Stephen Kijak                 | ZDA, VB                                   | 2010 | 62'     | angl.      |
| 15. | Technotise: Edit i ja (Technotise: Edit and I)                           | Technotise: Edit in jaz                       | Aleksa Gajić                  | Srbija                                    | 2009 | 103'    | srb.       |
| 16. | The White Stripes: Under Great White Northern Lights                     | The White Stripes: Pod belo arktično svetlobo | Emmet Malloy                  | ZDA                                       | 2009 | 93'     | angl.      |
| 17. | Marti, dupa craciun (Tuesday, After Christmas)                           | Torek, po božiču                              | Radu Muntean                  | Romunija                                  | 2010 | 100'    | rom.       |
| 18. | Tourneé (On Tour)                                                        | Turneja                                       | Mathieu Amalric               | Francija                                  | 2010 | 111'    | fr./angl.  |
| 19. | Ostavljeni (The Abandoned)                                               | Zapuščeni                                     | Adis Bakrač                   | BiH, Hrvaška, Srbija, Francija            | 2010 | 85'     | bos.       |
| 20. | Life During Wartime                                                      | Življenje med vojno                           | Todd Solondz                  | ZDA                                       | 2009 | 98'     | angl.      |

### Ekstravaganca
| #  | Film                                                        | Slovenski prevod               | Režiser                      | Država                 | Leto | Dolžina | Jezik      |
| -- | ----------------------------------------------------------- | ------------------------------ | ---------------------------- | ---------------------- | ---- | ------- | ---------- |
| 1. | Amer                                                        | —                              | Hélène Cattet, Bruno Forzani | Francija, Belgija      | 2009 | 90'     | fr.        |
| 2. | Shinboru (Symbol)                                           | Simbol                         | Macumoto Hitoši              | Japonska               | 2009 | 93'     | jap./špan. |
| 3. | La casa muda (The Silent House)                             | Tiha hiša                      | Gustavo Hernández            | Urugvaj                | 2009 | 74'     | špan.      |
| 4. | Buried                                                      | Zakopan                        | Rodrigo Cortés               | Španija, ZDA, Francija | 2010 | 95'     | angl.      |
| 5. | San Qiang Pai An Jing Qi (A Woman, a Gun and a Noodle Shop) | Ženska, pištola in špageterija | Džang Jimov                  | Kitajska               | 2010 | 95'     | kit.       |

### Kinobalon
| #  | Film                                                                             | Slovenski prevod           | Režiser                          | Država                    | Leto | Dolžina | Jezik  |
| -- | -------------------------------------------------------------------------------- | -------------------------- | -------------------------------- | ------------------------- | ---- | ------- | ------ |
| 1. | Magiczne drzewo (Magic Tree)                                                     | Čarobno drevo              | Andrzej Maleszka                 | Poljska                   | 2009 | 90'     | polj.  |
| 2. | C'est pas moi, je le jure! (It's Not Me, I Swear)                                | Jaz že ne, prisežem!       | Philippe Falardeau               | Kanada                    | 2008 | 110'    | fr.    |
| 3. | Na pude aneb Kdo má dneska narozeniny? (In the Attic: Who Has a Birthday Today?) | Kdo ima danes rojstni dan? | Jiří Barta                       | Češka, Slovaška, Japonska | 2009 | 75'     | češ.   |
| 4. | Le petit Nicholas (Little Nicholas)                                              | Mali Nikec                 | Laurent Tirard                   | Francija, Belgija         | 2009 | 90'     | fr.    |
| 5. | Starija sestra Punam (Big Sister Punam)                                          | Starejša sestra Punam      | Lucian Muntean, Nataša Stanković | Srbija                    | 2009 | 52'     | nepal. |

### Posvečeno: Brillante Mendoza
| #  | Film                         | Slovenski prevod | Režiser           | Država             | Leto | Dolžina | Jezik          |
| -- | ---------------------------- | ---------------- | ----------------- | ------------------ | ---- | ------- | -------------- |
| 1. | Lola (Grandmother)           | Babica           | Brillante Mendoza | Filipini, Francija | 2009 | 110'    | tagalog.       |
| 2. | Kinatay (The Execution of P) | Klavnica         | Brillante Mendoza | Filipini, Francija | 2009 | 105'    | tagalog.       |
| 3. | Foster Child                 | Posvojenec       | Brillante Mendoza | Filipini           | 2007 | 98'     | tagalog./angl. |
| 4. | Serbis (Service)             | Strežba          | Brillante Mendoza | Filipini, Francija | 2008 | 90'     | tagalog.       |

### Posvečeno: Elia Suleiman
| #  | Film                                   | Slovenski prevod        | Režiser                      | Država                                         | Leto | Dolžina | Jezik                |
| -- | -------------------------------------- | ----------------------- | ---------------------------- | ---------------------------------------------- | ---- | ------- | -------------------- |
| 1. | Yadon ilaheyya (Divine Intervention)   | Božje posredovanje      | Elia Suleiman                | Francija, Maroko, Nemčija                      | 2002 | 92'     | arab./angl./heb.     |
| 2. | The Time that Remains                  | Čas, ki ostaja          | Elia Suleiman                | Palestina, Francija, Anglija, Belgija, Italija | 2009 | 109'    | arab./heb./angl.     |
| 3. | Chronicle of Disappearance             | Kronika izginotja       | Elia Suleiman                | Palestina                                      | 1996 | 88'     | arab./heb./fr./angl. |
| 4. | Introduction to the End of an Argument | Uvod v konec prerekanja | Elia Suleiman, Jayce Salloum | Kanada                                         | 1990 | 45'     | angl.                |

### Fokus: Berlinska šola
| #  | Film                                                  | Slovenski prevod       | Režiser             | Država            | Leto | Dolžina | Jezik     |
| -- | ----------------------------------------------------- | ---------------------- | ------------------- | ----------------- | ---- | ------- | --------- |
| 1. | Sehnsucht (Longing)                                   | Hrepenenje             | Valeska Grisebach   | Nemčija           | 2006 | 88'     | nem.      |
| 2. | Jerichow                                              | —                      | Christian Petzold   | Nemčija           | 2008 | 93'     | nem./tur. |
| 3. | Madonnen (Madonnas)                                   | Madone                 | Maria Speth         | Nemčija           | 2007 | 125'    | nem.      |
| 4. | Mein langsames Leben (Passing Summer)                 | Moje ležerno življenje | Angela Schanelec    | Nemčija           | 2001 | 85'     | nem.      |
| 5. | Toter Mann (Something to Remind Me)                   | Mrtvec                 | Christian Petzold   | Nemčija           | 2001 | 90'     | nem.      |
| 6. | Die Innere Sicherheit (The State I Am In)             | Notranji mir           | Christian Petzold   | Nemčija           | 2000 | 100'    | nem.      |
| 7. | Der Wald der Lauter Bäumen (The Forest for the Trees) | Osamljena              | Maren Ade           | Nemčija           | 2003 | 81'     | nem.      |
| 8. | Der Räuber (The Robber)                               | Ropar                  | Benjamin Heisenberg | Nemčija, Avstrija | 2009 | 96'     | nem.      |
| 9. | Im Schatten (In the Shadows)                          | V senci                | Thomas Arslan       | Nemčija           | 2010 | 85'     | nem.      |

### Retrospektiva: Simfonija velemesta
| #   | Film                                                     | Slovenski prevod       | Režiser            | Država                  | Leto | Dolžina | Jezik                     |
| --- | -------------------------------------------------------- | ---------------------- | ------------------ | ----------------------- | ---- | ------- | ------------------------- |
| 1.  | Helsinki, ikuisesti (Helsinki Forever)                   | Helsinki za vedno      | Peter von Bagh     | Finska                  | 2009 | 75'     | fin.                      |
| 2.  | London                                                   | —                      | Patrick Keiller    | Velika Britanija        | 1994 | 85'     | angl.                     |
| 3.  | Los                                                      | —                      | James Benning      | ZDA                     | 2001 | 90'     | —                         |
| 4.  | Los Angeles Plays Itself                                 | Los Angeles skozi film | Thom Andersen      | ZDA                     | 2003 | 169'    | angl.                     |
| 5.  | Na sončni strani ceste (On The Sunny Side Of The Street) | —                      | Matjaž Klopčič     | Jugoslavija (Slovenija) | 1959 | 17'     | —                         |
| 6.  | Der Himmel über Berlin (Wings of Desire)                 | Nebo nad Berlinom      | Wim Wenders        | ZRN, Francija           | 1987 | 128'    | nem./fr./angl./heb./špan. |
| 7.  | Porto da Minha Infancia (Porto of My Childhood)          | Porto mojega otroštva  | Manoel de Oliveira | Portugalska, Francija   | 2001 | 63'     | port.                     |
| 8.  | Roma (Fellini's Roma)                                    | Rim                    | Federico Fellini   | Italija, Francija       | 1972 | 128'    | it.                       |
| 9.  | Megacities                                               | Velemesta              | Michael Glawogger  | Avstrija, Švica         | 1998 | 90'     | različni                  |
| 10. | Chain                                                    | Veriga                 | Jem Cohen          | Nemčija, ZDA            | 2004 | 99'     | angl.                     |
| 11. | Kyoto uzumasa monogatari (Kyoto Story)                   | Zgodba iz Kjota        | Jodži Jamada       | Japonska                | 2010 | 90'     | jap.                      |

### Svet na kratko: Tekmovalni program kratkih filmov
| #   | Sklop | Film                              | Slovenski prevod                     | Režiser                                 | Država           | Leto | Dolžina |
| --- | ----- | --------------------------------- | ------------------------------------ | --------------------------------------- | ---------------- | ---- | ------- |
| 1.  | I     | Anasaari A                        | —                                    | Hannes Vartiainen, Pekka Vikkolainen    | Finska           | 2009 | 15'     |
| 2.  | I     | Sinna mann (Angry Man)            | Jezni mož                            | Anita Killi                             | Norveška         | 2009 | 20'     |
| 3.  | I     | The Six Dollar Fifty Man          | Moški, vreden šest dolarjev petdeset | Louis Sutherland, Mark Albiston         | Nova Zelandija   | 2009 | 15'     |
| 4.  | I     | Micky Bader (Bathing Micky)       | Plavalka Micky                       | Frida Kempff                            | Švedska, Danska  | 2010 | 14'     |
| 5.  | I     | Rita                              | —                                    | Fabio Grassadonia, Antonio Piazza       | Italija          | 2009 | 19'     |
| 6.  | I     | Venus Vs Me                       | Venus proti meni                     | Nathalie Teirlinck                      | Belgija          | 2010 | 27'     |
| 7.  | I     | A Bike Ride                       | Vožnja s kolesom                     | Bernard Atta                            | ZDA              | 2009 | 13'     |
| 8.  | II    | 12 Jahre (12 Years)               | 12 let                               | Daniel Nocke                            | Nemčija          | 2010 | 3'      |
| 9.  | II    | Al-Gondorji (The Shoemaker)       | Čevljar                              | Ahd Kamel                               | Savdska Arabija  | 2009 | 16'     |
| 10. | II    | Hyvä meininki (Good Stuff)        | Dobre stvari                         | Niina Suominen                          | Finska           | 2009 | 8'      |
| 11. | II    | Ja ja, nein nein (Yes Yes, No No) | Ja ja, ne ne                         | Ulrich Schaffner                        | Švica            | 2009 | 20'     |
| 12. | II    | Muscles                           | Mišice                               | Edward Housden                          | Avstralija       | 2009 | 14'     |
| 13. | II    | On the Run with Abdul             | Na begu z Abdulom                    | David Lalé, James Newton, Kristian Hove | Velika Britanija | 2009 | 23'     |
| 14. | II    | Strange Lights                    | Nenavadne luči                       | Joe King, Rosie Pedlow                  | Velika Britanija | 2009 | 8'      |
| 15. | II    | Lebendkontrolle (Outside)         | Vseživljenjski nadzor                | Florian Schewe                          | Nemčija          | 2010 | 30'     |

### Kino-integral: Program sodobnih kratkih eksperimentalnih filmov
| #  | Film                                                             | Slovenski prevod                      | Režiser                            | Država           | Leto | Dolžina |
| -- | ---------------------------------------------------------------- | ------------------------------------- | ---------------------------------- | ---------------- | ---- | ------- |
| 1. | H(i)J                                                            | —                                     | Guillaume Cailleau                 | Nemčija          | 2009 | 6'      |
| 2. | Origin of the Species                                            | Izvor vrst                            | Ben Rivers                         | Velika Britanija | 2008 | 16'     |
| 3. | Je criais contre la vie. Ou pour elle (I Was Crying out at Life) | Kričala sem proti življenju. Ali zanj | Vergine Keaton                     | Francija         | 2009 | 9'      |
| 4. | Von Linz nach Venedig (From Linz to Venice)                      | Od Linza do Benetk                    | Florian Sedmak, Anatol Bogendorfer | Avstrija         | 2010 | 21'     |
| 5. | Razglednice (Postcards)                                          | —                                     | Nika Autor                         | Slovenija        | 2010 | 9'      |
| 6. | Please Say Something                                             | Reci že kaj                           | David O'Reilly                     | Nemčija, Irska   | 2009 | 10'     |
| 7. | Still in Cosmos                                                  | Zamrznjen v vesolju                   | Takaši Makino                      | Japonska         | 2009 | 18'     |